# Línguas itálicas

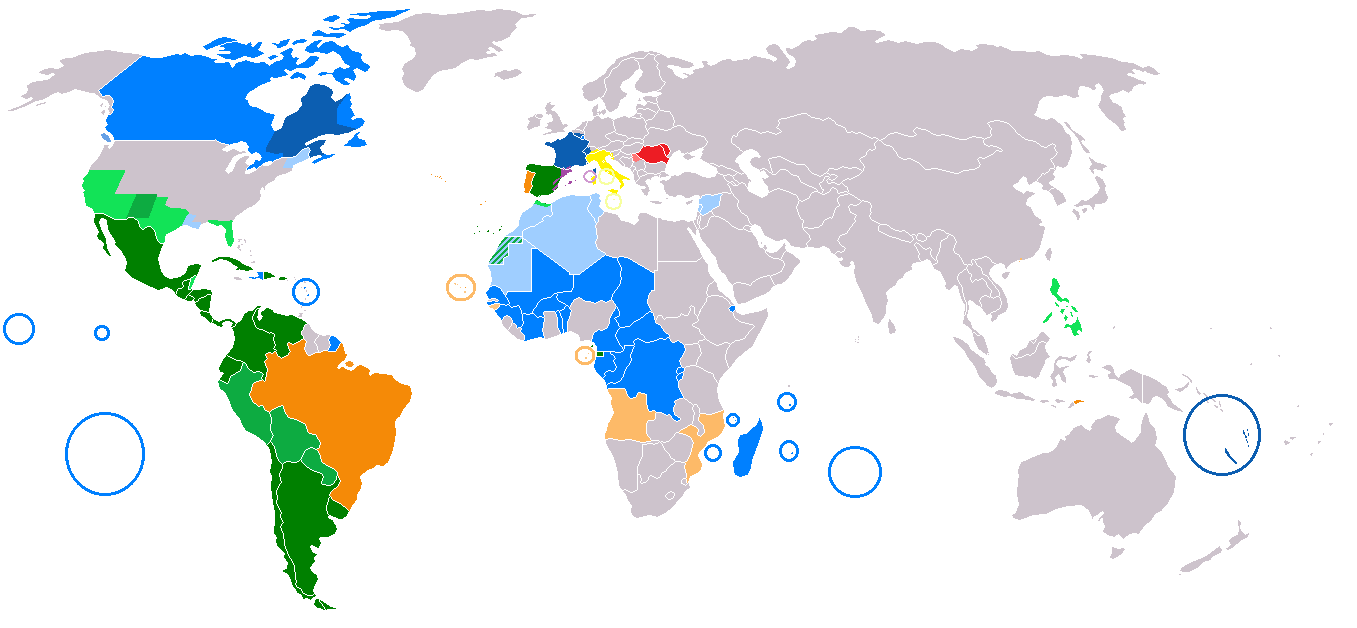
Distribuição das línguas romances mais faladas no século XXI:
Espanhol
Francês
Português
Italiano
Romeno

As línguas itálicas são uma família de línguas pertencentes à família indo-europeia. Nesse grupo estão línguas como o português, espanhol, francês, italiano, catalão, romeno e o latim. É o terceiro maior grupo dentre os indo-europeus, com 48 idiomas fica atrás dos indo-iranianos (com 308 idiomas) e dos germânicos (com 53 idiomas).

## Classificação

### Línguas osco-úmbricas
- Grupo osco
  - Osco †
  - Marrucino †
  - Vestino †
  - Peligno †
  - Sabino †
- Grupo úmbrico
  - Umbro †
  - Volsco †
  - Piceno †
  - Marso †
  - Ernico †
  - Équo †
  - Presamnita †

### Línguas latino-faliscas
- Falisco †
- Sículo †[2]
- Latim †
- Línguas românicas
  - Línguas românicas ocidentais
    - Línguas ibero-românicas: (Espanhol, português, galego, asturo-leonês, aragonês e moçárabe †)
    - Línguas occitano-românicas: (Catalão e occitano)
    - Línguas galo-românicas: (Francês, línguas de oïl e franco-provençal)
    - Línguas reto-românicas: (Romanche, friulano e ladino)
    - Línguas galo-itálicas: (Lombardo, ligure, piemontês, emiliano-romanhol, véneto e istrioto)
    - Língua sarda

  - Línguas românicas orientais
    - Línguas ítalo-românicas: (Italiano, corso, siciliano, napolitano e romanesco)
    - Línguas balco-românicas: (Romeno, aromeno, megleno-romeno, istro-romeno e dálmata †)

### Língua venética
- Venético †

## História

Distribuição aproximada das línguas faladas na Itália na Idade do Ferro (c. século VI a.C.

Até o final do século XVIII a.C. os colonos gregos no sul da península Itálica haviam introduzido o alfabeto que posteriormente se espalharia pelas culturas da Idade do Ferro na península. As inscrições preservaram evidências de uma variedade de diferentes línguas que em sua maior parte estão extintas.
Ao começar a história linguística da Itália, faz-se necessário primeiro tratar das evidências das línguas não indo-europeias. O mais importante exemplo destas línguas é o etrusco, evidenciada por mais de 10 000 inscrições e alguns textos curtos que serviram para que se concluísse que esta língua se tratava de idioma não indo-europeu e sequer relacionada com qualquer outra língua, exceto com algumas inscrições da ilha de Lemnos no Mediterrâneo oriental.
O problema da origem dos etruscos tem gerado vários debates e não há ainda uma solução definitiva, mas a tendência é de se acreditar que os etruscos eram um povo não indo-europeu nativo da Itália que adotou muitos costumes e estilos do Mediterrâneo oriental através do comércio. A similaridade entre as inscrições etruscas e de Lemnos leva a entender a existência de um continuum de línguas não indo-europeias que se difundiram pelo Mediterrâneo central e oriental, antes da invasão dos indo-europeus.
Talvez uma das razões para admitir facilmente que o etrusco é uma língua nativa da Itália é o fato de haver outras línguas não indo-europeias na região. Há evidência de que nomes de lugares, especialmente na região alpina e na Sardenha, e muitas das palavras em latim e nas línguas românicas são irredutíveis desde o ponto de vista indo-europeu, e derivam de um substrato não indo-europeu.
Alguns têm sugerido que o lígure, uma língua evidenciada ao norte dos etruscos em algumas inscrições e nomes locais, também foi não indo-europeia, ainda que fortemente influenciada pelos celtas. Do mesmo modo nos Alpes orientais estava o raético, evidenciado debilmente, mas que também nos leva a crer se tratar de outra língua não indo-europeia ao possuir elementos como tinake, em etrusco zinake, que são distintivamente não indo-europeus, mas a evidência é escassa.
Naturalmente, a mais famosa língua indo-europeia na Itália é o latim, cuja difusão coincidiu com a expansão do poder romano. Há que se reconhecer que as línguas romances terminaram por se impor sobre as línguas vernáculas em boa parte dos territórios que foram ocupados pelo Império Romano, fazendo do ramo itálico o segundo mais falado do mundo entre as línguas indo-europeias, com cerca de 550 milhões de falantes.
No século V a.C., o latim não é mais que uma língua confinada ao território de Roma com seu vizinho linguístico ao norte, o dialeto falisco. Mais duvidosa é a relação com o sículo, uma língua falada no leste da Sicília e evidenciada por três inscrições e algumas frases.
Através da espinha dorsal da Itália estava o grande grupo osco-umbro. O osco era a língua dos samnitas e provavelmente ainda não estava extinta até os primeiros séculos de nossa era. Há umas 200 inscrições oscas, além de alguns nomes pessoais.
O umbro está melhor evidenciado pelas "tábuas de Gubio", que consistem de textos religiosos inscritos em bronze por volta de 200 a.C. A diferença entre o latim e o osco-umbro são tão óbvias como suas similaridades, o que nos leva a pensar num proto-itálico comum.
A maior língua do sul da Itália, exceto o grego falado nas colônias gregas, era o mesápico, conhecido devido a umas 260 inscrições que datam dos séculos VI e V a.C.. Há uma conexão histórica dos mesápicos com as tribos da Ilíria, somada à conexão arqueológica em cerâmica e metais existente entre ambos os povos, o que motivou a hipótese de conexão linguística. Mas a evidência das inscrições ilíricas se reduz a nomes pessoais e de lugares, o que torna difícil sustentar tal hipótese.
Ao norte do mesápico estava o piceno, que compreende duas línguas diferentes sob o mesmo nome. Algumas das inscrições picenas datam do século VII a.C. e estão entre as mais antigas evidências escritas da Itália. Infelizmente essas inscrições são fáceis de decifrar, mas não de traduzir. As picenas meridionais são ao menos claramente indo-europeias; por exemplo, matereif patereif = latim matribus patribus, "às mães e pais", enquanto as inscrições picenas setentrionais mostram mais problemas. Alguns linguistas consideram-nas indo-europeias (ainda que não se possa traduzir nenhuma só palavra com segurança), enquanto outros a veem como não indo-europeias. Os que aceitam a sua identidade indo-europeia a derivam, como no caso do mesápico, da costa leste adriática.
Finalmente no Vêneto a nordeste temos o venético, a língua da cultura oriental da Idade do Ferro na península Itálica. Parece não haver dúvida de sua relação com o indo-europeu por possuir similaridades com as línguas germânicas e itálicas, ainda que alguns linguistas contemplem o venético como um grupo à parte dentro das línguas indo-europeias. Há mais de 200 inscrições curtas que foram escritas desde o século VI a.C. até o século I a.C., havendo evidência toponímica que relaciona o território dos veneti com as tribos liburni do Adriático nos Bálcãs.

## Dados
Dos ramos indo-europeus, o itálico é o segundo mais falado no mundo com cerca de 550 milhões de falantes.[carece de fontes?]

## Dialetos
Do ramo itálico de línguas há algumas que ainda não está claro se pertencem a este grupo, mas o que está claro é que apenas uma língua sobreviveu na forma das línguas romances; essa língua é o latim e dentro do grupo romance pode-se fazer uma distinção entre as orientais (principalmente o romeno) e ocidentais (francês, provençal, reto-romanche, italiano, catalão, espanhol e galego-português).
Há um problema na classificação do sardo e do dálmata. Esta última, já extinta, foi falada na costa noroeste da ex-Jugoslávia e foi classificada tanto no grupo ocidental como no oriental. Na realidade, divide com o italiano e com o romeno similaridades e os linguistas não chegam a um acordo sobre a qual grupo está mais próxima. A posição do sardo é mais problemática ainda, pois não pertence nem ao grupo ocidental nem ao oriental.
Deixando-se de lado o dálmata, o grupo oriental divide-se claramente em dois subgrupos, o setentrional e o meridional; o primeiro inclui o dácio-romeno ou romeno e o istro-romeno, enquanto que o segundo consta do aromeno ou macedo-romeno e do romeno-meglesita.
Dentro do grupo ocidental há dialetos transicionais entre línguas contínuas (por exemplo, italiano, francês-provençal-gascão-catalão-espanhol-galego-português) que geram subgrupos adicionais às vezes arbitrários. O catalão, por exemplo, tem sido incluído tanto no grupo ibero-românico como no galo-românico.

## Gramática
Muitos dos processos fonéticos que fazem a diferença entre as línguas itálicas e a língua proto-indo-europeia parecem haver ocorrido há pouco tempo. A única dessas mudanças que pode ser situada com segurança fora da Itália é a mudança de ss em combinações de d (oclusiva dental)+t. Essa característica é comum nas línguas célticas, germânicas e itálicas. Por exemplo, o latim visus vem da antiga forma vissos "ver" que é um cognato do alto alemão gi-wiss "seguramente conhecido" e do irlandês ro-fess "é conhecido", derivando todas essas formas do termo indo-europeu wid-to-s, com d+t.
O desenvolvimento da palato-labial oclusiva kw é mais complexo. Este som é definido como qu em latim, p em osco-umbro e piceno meridional, c em irlandês e p em britônico; dessa forma o termo latino quis "qualquer" é cognato do osco pis e do umbro pis (similarmente com o piceno meridional pim), derivando essas formas do kwis indo-europeu; o irlandês cia está relacionado com o pwy galês "quem" derivado do kwei indo-europeu. Alguns estudiosos trataram de traçar esse desenvolvimento a partir de uma hipotética unidade ítalo-céltica, mas a troca no britônico de kw  para p  é seguramente posterior à perda do p no céltico comum.
Outras características desenvolveram-se dentro da Itália, como o uso da fricativa surda f, que o etrusco compartilha e falta nos dialetos marginais do venético. Em todas as línguas itálicas este som f substituiu o som aspirado sonoro indo-europeu em posição inicial, representado como bh, dh, gw h. Exemplos dessa mudança seriam o latino frater "irmão" do indo-europeu bhrater, o latino facio relacionado com o osco fakiaad "ele deveria fazer" e o venético fagsto" "ele fez" baseados na raiz indo-europeia dhe-k-. Um processo mais recente, comum no latim e no osco-umbro, é o uso do sistema completo das cinco vogais curtas em sílabas iniciais apenas; as vogais curtas de sílabas não iniciais passaram a ser menos abertas. Algumas diferenças entre o latim e o osco-umbro/piceno meridional começaram nos últimos séculos antes de Cristo, como a mudança de o para u em osco-umbro/piceno meridional (osco dúnúm, piceno meridional dúnoí, latim donum), de e para i (piceno meridional spolitiú, latim spoletium – nome de uma cidade da Umbria, a atual Espoleto); a final converte-se em o (osco viú – ú do alfabeto osco equivale a  o – no latino via "caminho".
Muitas das características morfológicas comuns ao osco-umbro, piceno meridional e latim são compartilhadas por outras línguas indo-europeias, o que mostra que essas características não são itálicas em um sentido específico. Por exemplo, o subjuntivo a-, como em latim faciat "ele deve fazer" e osco fakiaad, também é céltico; as terminações passivas em -r, como o osco victer e o latim vincitur "ele está conquistado", piceno meridional qolofitúr  "ele honra/ajuda", são encontrados no céltico, hitita e tocário. Mas são mais importantes as discrepâncias, como por exemplo, o genitivo singular da raiz o- se manifesta como i- no latim, falisco, venético e nas línguas célticas, mas como -eis em osco-umbro e piceno meridional. O nominativo plural da mesma classe é -oi em latim antigo, céltico e grego enquanto é -xs em osco-umbro, piceno meridional, germânico, sânscrito e outras línguas.
Quanto ao vocabulário, a comparação léxica ensina-nos sobre a história das línguas itálicas. As fronteiras linguísticas podem ser traçadas até a história pré-itálica, como a palavra osca humuns, em latim homines e em gótico gumans "humanos" que deriva de uma raiz indo-europeia que significa "terra"; o osco anamúm "mente" está diretamente relacionado com o latim animus "mente, alma" e o irlandês anam "alma", derivando de da raiz indo-europeia que significa "respirar". Há diferenças muito antigas entre o latim por um lado e o osco-umbro e piceno meridional por outro; o latim ignis "fogo" que em sânscrito é agni, sem dúvida é em umbro pir que em grego é pyr e em inglês antigo fyr; em latim aqua "água" é como no gótico ahwa,  sem dúvida o umbro utur que é semelhante ao grego hydore ao antigo inglês wæter.
Certos campos léxicos que refletem aquisição da cultura mediterrânea mostram terminologia indo-europeia. Os seguintes exemplos indicam que os falantes de latim e osco-umbro não estavam em contato entre si quando começaram a construir cidades; o latim porta é em osco veru; o latim arx "cidadela, castelo" é em umbro ocar; o latim moenia "muralha, baluarte" e murus "muro" são em osco feihúss. Por outro lado, latinos e osco-umbros adotaram o mesmo termo para "escrever" e "ler": em latim scribere e legere, em osco scriftas e lexe. Os alfabetos latino e osco-umbro derivam do alfabeto etrusco e possuem características óbvias das antigas religiões itálicas; os osco-umbros e vênetos inclusive adotaram a palavra etrusca para "deus" -ais. Muitos outros termos religiosos mostram uma estreita relação entre os povos itálicos, assim as formas latinas pios "pio, obediente" e piare "honrar com ritos religiosos" são equivalentes ao volsco pihom e ao umbro pihatu. O latim feriae "dia religioso" está relacionado com o osco fiisiais e o latim  sacer  "sagrado", sacrare "consagrar, dedicar", sanctus "consagrado" são cognatos com o osco sakrid, sakrifir e saahtúm. Essas correspondências no vocabulário religioso estendem-se a frases completas, herdadas algumas de formas indo-europeias antiquíssimas, como a oração umbra formulaueiro pequo … salua seritu "protege aos homens e ao gado" que é comparável ao latim pastores pecuaque salva servassis "que guardes aos pastores e ao gado", sendo ambas similares a expressões em védico e avéstico.
A supremacia etrusca teve fim com a fundação das repúblicas locais em Roma e outras cidades da Itália por volta de 500 a.C. A partir desta data, a terminologia republicana desenvolveu-se independentemente, como o latim consul que em osco é meddis, designação do magistrado maior; o latim senatus "senado" corresponde ao osco kúmparakineis e o latim comitia "assembléia" à forma osca comono ou kúmbennieis. O último período das línguas itálicas está caracterizado por um incremento da influência do modelo romano. Por exemplo, o osco ceus "cidadão" é um préstimo latino cuja raiz procede da forma ceuis que existia até 200 a.C. e que era intermediária do antigo latim ceivis e sua forma posterior civis; o osco aidil e kvaissturimitan do latim aedilis e quaestor, termos para postos do governo romano; o venético adotou a palavra romana para "liberdade", libertus. Além disso, a "Tabula Bantina" osca copiou ao pé-da-letra o estilo jurídico e a terminologia dos romanos.